# Hilding Mickelsson
Mickel Hilding Mickelsson, född 21 februari 1919 i Rengsjö socken i Hälsingland, död där 11 januari 2002, var en svensk fotograf, författare och hembygdsforskare. Av den stora mängd fotografier som Mickelsson tog har drygt 75 000 gjorts tillgängliga via digitalt museum.

## Biografi
Mickelsson växte upp på släktgården Ollas i Östra Höle i Rengsjö socken. Hans far var Olof Mickelsson och modern var Sally Katrina Jonsson. Familjen bestod också av två yngre bröder och senare även en halvsyster. Namnet Mickelsson kom från Hilding Mickelssons farfar Mickel Olsson, som i sin tur fått det efter sin morfar genom modern Anna Mickelsdotter. Som ung målare på 1830-talet använde Hilding under en period patronymikon och signerade sina verk "Hilding Olsson".
Mickelsson gifte sig 1941 med hustrun Adèle. Efter vigseln flyttade de in i hennes släktgård i Glössbo i Bollnäs kommun, där skulle de bo kvar under resten av sina liv. Mickelsson har i böcker skildrat naturen samt sin hembygd med både kamera och text. 
I ungdomen arbetade Mickelsson i skogen och med en enkel lådkamera, inköpt då han var 15 år, tog han fram till 1940-talet bilder, vilka vann flera priser i olika fototidskrifter. Under 1940-talet var han anställd som odlingskonsulent vid Gävleborgs läns hushållningssällskap och samtidigt som han besökte bönder i länet, dokumenterade han dess natur och bebyggelse. Han blev alltmer erkänd som fotograf och kunde på 1950-talet köpa en Hasselbladskamera. Särskilt kända bilder är Berguven landar och brokvisten, som blev förlagor till frimärken samt bilden Lappugglan anfaller, som 1960 publicerades i Life. 
Efter hans medverkan i praktverket I Hälsingland, som utkom 1954, blev Mickelsson uppmärksammad och en i hela Sverige ofta anlitad föreläsare. Han var även skicklig i att härma fågelläten. Han blev tidigt medveten om naturföroreningar genom bekämpningsmedel och utsläpp och drev opinion mot dessa. På Mickelssons initiativ översattes Rachel Carsons bok Tyst vår 1963 till svenska.
Mickelsson var aktiv i hembygdsrörelsen bland annat genom att sitta i redaktionskomittén för tidskriften Hälsingerunor i 33 år mellan 1969 och 2001. Han var även ordförande för Hälsinglands hembygdskrets under 1990-talet.

## Eftermäle
I samband med Mickelssons 70-årsdag instiftades "Hilding Mickelssons stipendiefond" som kom att förvaltas av Gästrike-Hälsinge Hembygdsförbund. Stipendiet är ämnat åt personer bosatta i något av de två landskapen som gjort insatser inom dokumentärfoto eller dokumentation kring bevarade fotomaterial.
Vid Mickelssons död uppskattades det totala antalet fotografier som han efterlämnat till omkring 170 000. Han begravdes på kyrkogården i Rengsjö bredvid hustrun Adèle, som gått bort tre år tidigare.
Under 2003 bildades "Hilding Mickelsson sällskapet", en ideell förening som hade till syfte att minnas och hedra Mickelsson för hans betydelsefulla dokumentation av Hälsinglands kulturarv i bild och skrift. Sällskapet ämnade verka i Mickelssons anda och ta ansvar för hans stora efterlämnade bildskatt, som sedan har donerats till Hälsinglands museum i Hudiksvall där bilderna förvaras i ett klimatstyrt arkiv. Sällskapet upplöstes 2021 efter som dess mål ansågs uppfyllt i och med att bilderna tagits till vara och fortlöpande digitaliserades.
Genom ett flerårigt projekt har drygt 75 000 bilder digitaliserats och finns tillgängliga på Digitalt museum. Det totala antalet unika bilder av Mickelsson som ingår i museets samlingar uppgår till cirka 120 000.

## Utmärkelser
- 1991 – filosofie hedersdoktor vid humanistiska fakulteten på Uppsala universitet[15]
- 1995 – Nordiska museets medalj för hembygdsvårdande gärning[16]

Mickelsson var även hedersledamot vid Gästrike-Hälsinge nation i Uppsala.